# Een roman in negen brieven
 Een roman in negen brieven  {Russisch: Роман в девяти письмах} is een vertelling  van de Russische schrijver Fjodor Dostojevski uit 1847. De 15 bladzijden tekst verdienen zeker het titelwoord: "roman" niet. Bovendien is er sprake van 11 brieven, omdat de laatste twee postzendingen allebei twee brieven blijken te bevatten.

## Inhoud
Hoofdpersonen:
- Pjotr Iwanowitsj
- Anna: echtgenote van Pjotr, heeft een zoontje
- Iwan Petrowitsj
- Tatjana Petrowna: echtgenote van Iwan, zwanger, drie maanden getrouwd
- Jewgeni Nikolajitsj: bevriend met bovengenoemde vier personen

Pjotr schrijft Iwan een brief dat hij graag met hem in contact wil komen en Iwan schrijft terug. Al snel ontstaat er wrevel over 350  roebel, die “de vrienden” onderling geleend hebben. Aan het eind van de briefwisseling is het totale oorlog en blijkt het vijfde wiel aan de wagen, Jewgeni, een meer dan intieme relatie met Tatjana te hebben gehad voor haar huwelijk. Momenteel is hij een graag geziene gast bij Anna. Iwan en Pjotr hebben elkaar ontmaskerd als bedrogen echtegenoten.